# Wildlife law (Namibia)
Als Wildlife law (etwa ‚Recht der wildlebenden Tiere‘) wird ein Gebiet des Rechts in Namibia bezeichnet, das sich mit dem Schutz wild lebender Tiere und der Bewahrung ihrer Lebensräume befasst.

## Rechtsgeschichte

### Traditionelle namibische Jagdrituale
Die traditionelle Jagd in Namibia unterscheidet sich in ihrem Selbstverständnis gravierend von den europäischen Jagdtraditionen. Recht, Sitte und Religion fließen kaum trennbar ineinander. Die Jagd gilt als Bestandteil eines komplexen magisch-religiösen Prozesses, der in einen breiten gesellschaftlichen Kontext eingebunden ist. Jäger zu werden, heißt nicht lediglich Tiere zu töten, sondern einen Initiationsritus zu absolvieren. Eine wichtige Rolle spielte und spielt die Befragung der Ahnen. Vom Gespräch mit ihnen erhoffte man sich Glück für die Jagd und sprach ihnen nach erfolgreicher Jagd Dank aus. War die Gesellschaft zentral durch die Regierung eines Königs organisiert, wie beispielsweise bei den Uukwanyama, oblag es diesem, die Jagdsaison bei Beginn der Trockenzeit mit der oshipepa-Zeremonie zu eröffnen. Die Jagd für jedermann begann erst, wenn die königliche Jagd nach ca. zwei Wochen beendet war.
Die Jagd erforderte bestimmte Vorbereitungsrituale. Eine Nacht vor Beginn der Jagd war dem Jäger und seiner Familie der Genuss alkoholischer Getränke verboten, ferner hatte er sexuell enthaltsam zu leben. Bei größeren Tieren wie Elefanten waren größere Zeitspannen zu beachten. Der Jäger, der das Tier zuerst verwundet hatte, sang nach erfolgreicher Jagd auf dem Tier stehend ein Preislied auf dieses und trank gelegentlich von dessen Blute. Der Schwanz wurde bei der Rückkehr an eine Opferstelle gelegt, Teile seines Fleisches den Ahnen dargebracht. Ursache hierfür ist ein in ganz Afrika verbreiteter spiritueller Hintergrund: Menschen sehen sich den Tieren und Pflanzen nicht als überlegen an, sondern betrachten sich als in harmonischer Einheit mit diesen stehend. In diesem Sinne kann weniger von einem Rechtssystem mit Verbrechen und Strafe gesprochen werden, als von einem auf Wiederherstellung eines Gleichgewichts gerichteten System. Die Jagd bedarf einer Rechtfertigung, um die durch sie zerstörte Harmonie wiederherzustellen. In diesem Sinne dienen die Rituale dazu, dass „das Tier dem Jäger erlaube[n], es zu töten“.

### Koloniales Jagdrecht
Unter der deutschen Kolonialherrschaft wurde am 15. Februar 1909 die Verordnung des Gouverneurs von Deutsch-Südwestafrika, betreffend die Ausübung der Jagd im deutsch-südwestafrikanischen Schutzgebiet (KolBl. 1909, S. 376) erlassen. § 1 Abs. 1 der Verordnung statuierte zunächst, dass Jagd nur die Jagd auf bestimmte aufgelistete Tiere war, wenn diese herrenlos im Sinne des Gesetzes waren. Ausgenommen von den Bestimmungen der Verordnung war die Jagd des Eigentümers oder Nutzungsberechtigten auf vollständig eingefriedeten Grundstücken. Die „Eingeborenen“ waren hingegen Gegenstand der Verordnung. Die legale Jagd, setzte zwei Papiere voraus: Einen allgemeinen Erlaubnisschein nach § 2 Abs. 4, der Art und Umfang des Jagdausübungsrecht regelte und einen Jagdschein, der nach den §§ 5 und 6 die erforderliche Befähigung bescheinigte. Der Jagdschein erforderte die Zahlung von 40 RM. Nach § 7 durften „Eingeborene“ nur innerhalb ihres „Stammesgebietes“ mit Schießgewehr jagen, wenn sie einen Jagdschein besaßen; außerhalb des Stammesgebietes war ihnen die Jagd untersagt.
Die deutsche Kolonialherrschaft über Deutsch-Südwestafrika endete am 9. Juli 1915, das deutsche Kolonialrecht blieb in Kraft, soweit es nicht widerrufen wurde oder Recht mit gegenteiligem Inhalt in Kraft gesetzt wurde. Mit Wirkung zum 1. Januar 1920 wurde die Administration of Justice Proclamation, No. 21 verkündet, die das Roman-Dutch law zum Recht des Protektorates erklärte. Die deutsche Jagdverordnung wurde 1921 durch die Game Preservation Ordinance ersetzt, der zufolge nur noch der allgemeine Erlaubnisschein, nicht mehr der Jagdschein, Voraussetzung der Jagd war. 
Es gab drei Arten jagdbaren Wildes: Royal Game, dessen Jagd nach s. 4 (1) nur dem Administrator erlaubt war, Big Game und Small Game. Mehrere Änderungen und Reformen des Gesetzes mündeten schließlich in der Nature Conservation Ordinance von 1967, die ihrerseits in der bis heute geltenden Nature Conservation Ordinance von 1975 aufging.